# Ogden, Iowa
Ogden är en ort i Boone County i Iowa. Vid 2010 års folkräkning hade Ogden 2 044 invånare.